# Lu Feng
Lu Feng (陆峰S, Lù FēngP; Luoyang, 12 novembre 1981) è un ex calciatore cinese, di ruolo centrocampista.